# 부산한솔학교
부산한솔학교는 부산광역시 강서구 명지동에 있는 공립특수학교이다.

## 연혁
- 2013년 3월 4일 : 개교